# Ophiactis perplexa
Ophiactis perplexa är en ormstjärneart som beskrevs av Jean Baptiste François René Koehler 1897. Ophiactis perplexa ingår i släktet Ophiactis och familjen bandormstjärnor. Inga underarter finns listade i Catalogue of Life.